# Josef Kokesch
Josef „Jupp“ Kokesch (* 3. August 1946; † 21. Februar 2022 in Weckhoven) war ein deutscher Fußballspieler. Der Abwehrspieler absolvierte beim VfR Neuss in der damals zweitklassigen Fußball-Regionalliga West von 1966 bis 1972 insgesamt 178 Ligaspiele.

## Laufbahn
Der aus der Jugend der Holzheimer SG am 24. September 1965 zum Stadion an der Hammer Landstraße gewechselte Kokesch feierte als 20-Jähriger mit dem VfR im Spieljahr 1965/66 unter Trainer Willi Koll die Niederrheinmeisterschaft und nach der erfolgreichen Aufstiegsrunde gegen die Hammer SpVg, den SSV Hagen und den Bonner SC auch den Aufstieg in die Regionalliga West. Der kopfballstarke „Ausputzer“ entwickelte sich in der Zweitklassigkeit der Regionalliga zum „VfR-Denkmal“. Das Debütjahr 1966/67 beendeten er und seine Mannschaftskameraden mit 26:8 Heimpunkten auf dem achten Rang. Kokesch hatte 33 Einsätze bestritten. Im zweiten Regionalligajahr, 1967/68, erlangte der 5:4-Heimerfolg am 13. August 1967 vor 13.550 Zuschauern nach einem 1:3-Halbzeitstand gegen Bundesligaabsteiger Fortuna Düsseldorf Kultstatus. Gemeinsam mit Mitspielern wie Torhüter Klaus Schonz und Feldspielern wie Gerhard Buddatsch, Ulrich Kohn, Werner Tenbruck, Robert Begerau, Heinz Mostert, Peter Schäfer und Hans-Günter Neues konnte Kokesch den VfR bis 1970 auf Mittelfeldplätzen in der Regionalliga platzieren. Das gelang trotz der hoffnungsvollen Nachrücker Rolf Grünther und Hans-Werner Moors in den nächsten zwei Jahren nicht mehr, der Leistungsrückgang durch den Weggang von guten Spielern, wie auch der Alterungsprozess bei langjährigen Leistungsträgern, führte nach der Saison 1971/72 zum Abstieg in das Amateurlager.
Am 14. Mai 1972 absolvierte der Abwehrchef beim 6:1-Heimerfolg gegen Bayer Uerdingen sein letztes Regionalligaspiel. Der 16. Platz reichte eigentlich zum Verbleib in der Liga. Durch den Bundesligaskandal 1972 stieg Rot-Weiss Essen in die Regionalliga West ab. Aus diesem Grund musste der VfR Neuss aus der Regionalliga absteigen. Altnationalspieler Albert Brülls, Buddatsch, Grünther und Moors standen ebenfalls im Team. Kokesch war beim VfR noch bis zum Jahr 1978 als Aktiver auf dem Platz. Kokesch wurde bei Neuss zum Ehrenspielführer ernannt und war beim Verein als Trainer und Sportlicher Leiter im Einsatz. 2004 gehörte zum Notvorstand, als der Verein erfolgreich ein Insolvenzverfahren durchlief. Bis Ende Juli 2009 war er Präsident des Vereins.